# Băleni (gmina)
Băleni – gmina w Rumunii, w okręgu Dymbowica. Obejmuje miejscowości Băleni-Români i Băleni-Sârbi. W 2011 roku liczyła 8368 mieszkańców.